# François-Henri Houbart

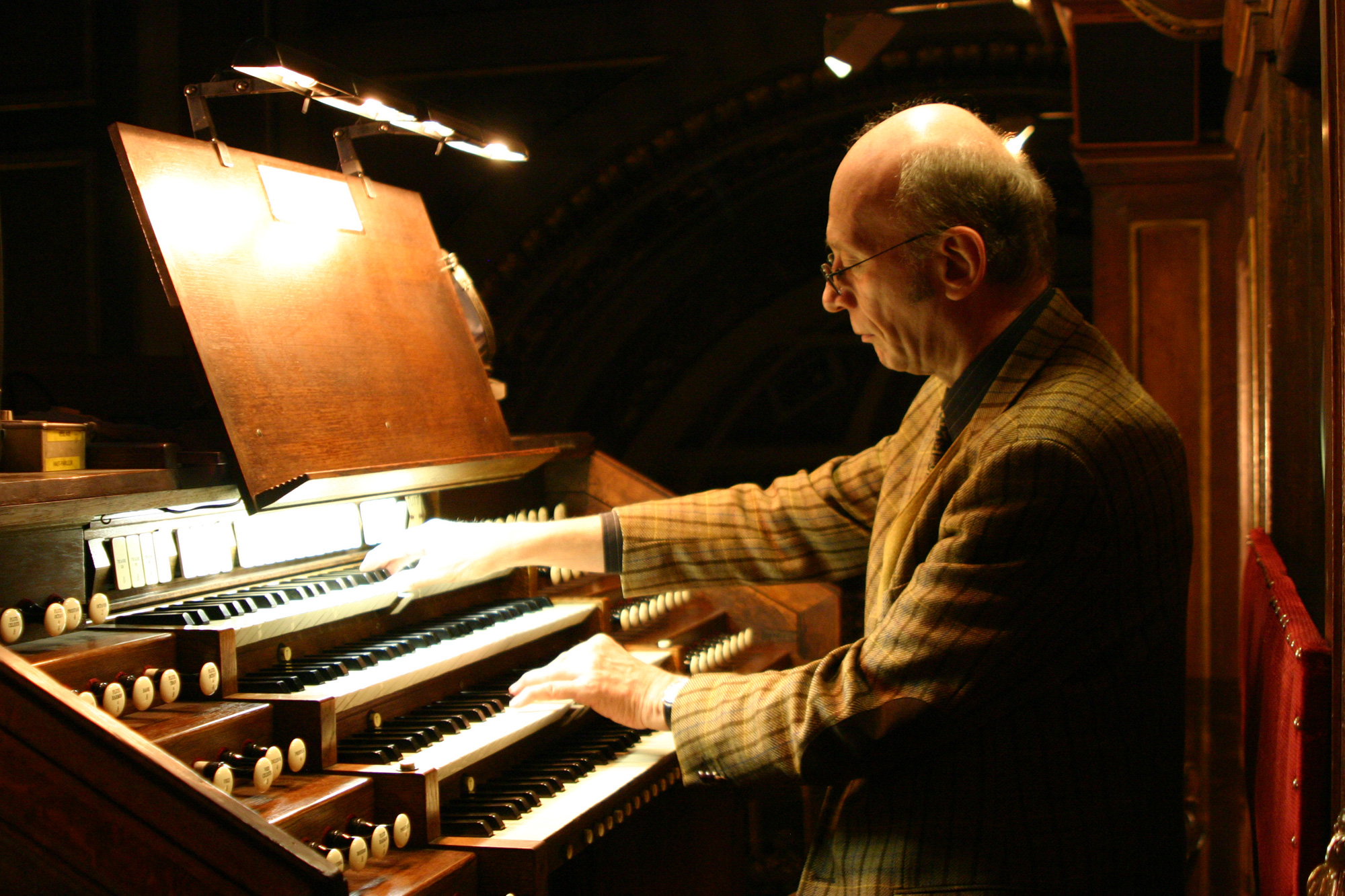
François-Henri Houbart

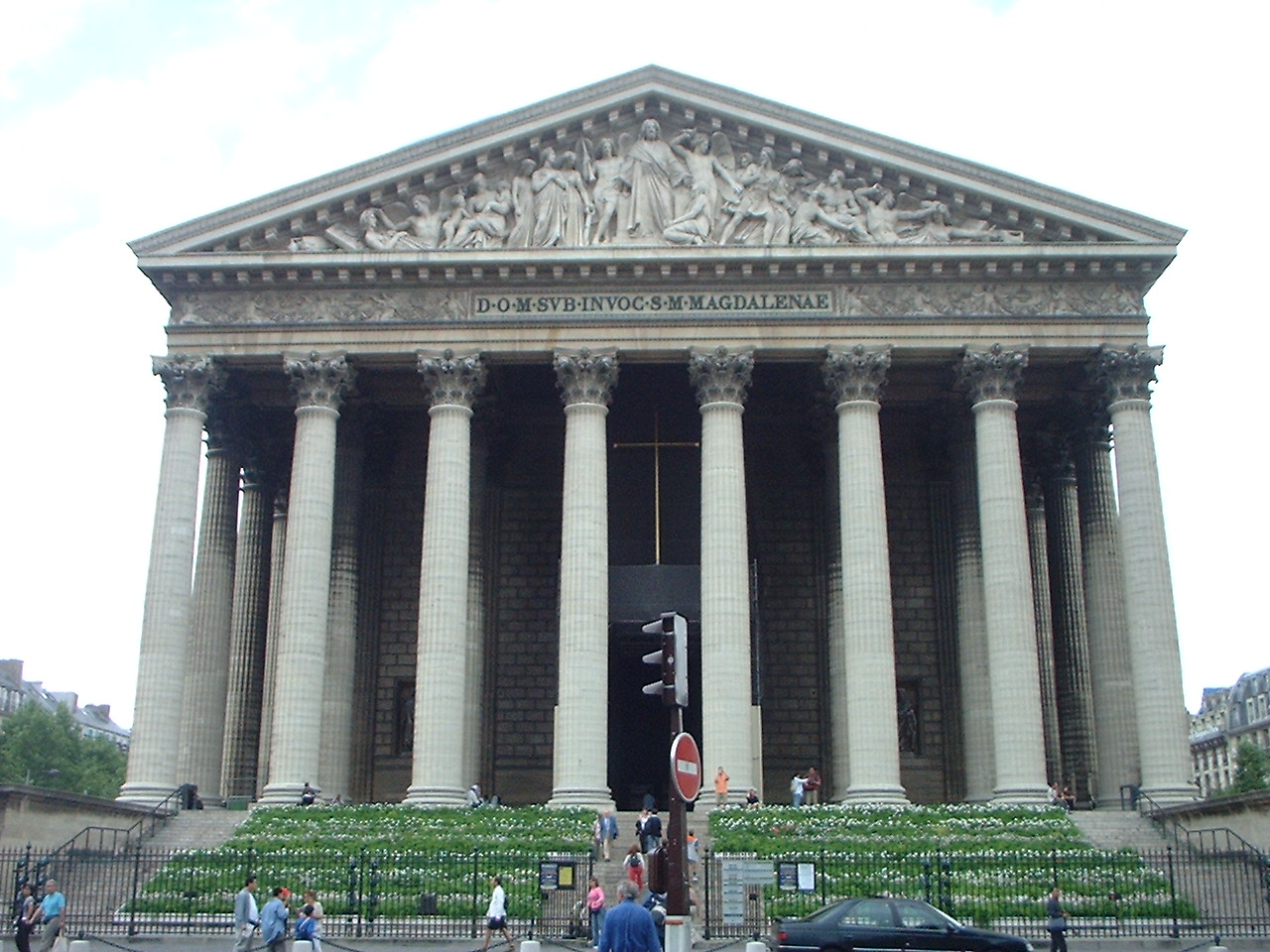
Die Madeleine in Paris

François-Henri Houbart (* 26. Dezember 1952 in Orléans) ist ein französischer Organist. Er ist als Titularorganist an der Madeleine in Paris tätig.

## Leben
François-Henri Houbart erhielt Klavierunterricht mit sieben Jahren und Orgelunterricht mit elf Jahren im Rahmen eines Stipendiums der Dominikaner von Sorèze. In Paris wurde er Schüler von Pierre Lantier (Harmonielehre und Kontrapunkt) sowie Suzanne Chaisemartin, Michel Chapuis und Pierre Cochereau (Orgel und Improvisation). 1971 absolvierte er den Meisterkurs bei Jean Guillou an der internationalen Orgelakademie von Vevey. 1978 erhielt er den zweiten Preis des Concours international d’improvisation de Lyon.
Nach dem Organistenamt an der Kirche Saint-Paterne seiner Geburtsstadt Orleans, das er seit 1968 innehatte, begann er 1974 seine Karriere als Organist in Paris. Er wurde Assistent an der Grand Orgue der Kirche Saint-Séverin. 1975 wurde er Kontitular an der Orgel der Kirche Saint-Nicolas-des-Champs mit Jean Boyer, und, im folgenden Jahr, Titularorganist der Grand Orgue der Kirche Sainte-Élisabeth. 1977 machte er mit Xavier Darasse seine erste Schallplattenaufnahme (Transcriptions de Liszt à l’orgue Cavaillé-Coll de Grenade-sur-Garonne aus der Serie Orgues Historiques bei Harmonia Mundi).
1979 wurde er zum Titularorganisten an der Madeleine ernannt, als Nachfolger unter anderem von Camille Saint-Saëns, Théodore Dubois und Gabriel Fauré.
Als Musikpädagoge war François-Henri Houbart von 1980 bis 2000 an der École Nationale de Musique d’Orléans tätig. Danach wurde er Dozent am Conservatoire National de Région de Rueil-Malmaison, neben Marie-Claire Alain und Susan Landale.
Als Organist hat er über 1200 Konzerte über ganz Europa, den Vereinigten Staaten, Kanada und Japan gespielt. Er ist als einer der größten Improvisateure an der Orgel anerkannt. Zu seinen musikalischen Vorlieben gehören Komponisten der nordischen Schule sowie die Orgelmusik des 19. Jahrhunderts. Inzwischen hat er mehr als 70 Aufnahmen veröffentlicht.
Er ist als Solist bei Radio-France tätig.
Er ist Jury-Mitglied des Concours international d’orgue de Chartres.
Zu seinen Veröffentlichungen zählt auch eine Abhandlung über die Orgeln der Kathedrale von Orleans.